# Fledermausquartier Keller der ehem. Marmeladenfabrik Brieskow-F.
Fledermausquartier Keller der ehem. Marmeladenfabrik Brieskow-F. este o arie protejată (arie specială de conservare — SAC, sit de importanță comunitară — SCI) din Germania întinsă pe o suprafață de 0,17 ha, integral pe uscat.

## Localizare
Centrul sitului Fledermausquartier Keller der ehem. Marmeladenfabrik Brieskow-F. este situat la coordonatele 52°14′49″N 14°33′49″E / 52.2469°N 14.5636°E.

## Înființare
Situl Fledermausquartier Keller der ehem. Marmeladenfabrik Brieskow-F. a fost declarat sit de importanță comunitară în martie 2004.

## Biodiversitate
Situată în ecoregiunea continentală, aria protejată nu include niciun habitat protejat.
La baza desemnării sitului se află o specie protejată de  mamifere: liliac comun (Myotis myotis).